# Samantha Ruth Prabhu
Samantha Ruth Prabhu (Chennai, 28 april 1987) is een Indiaas actrice die voornamelijk in de Telugu,- en Tamil filmindustrie actief is.

## Biografie
Prabhu werkte parttime als model naast haar handel opleiding. Ze kreeg al snel aanbiedingen voor filmrollen en maakte haar acteerdebuut in de veelgeprezen Telugu film Ye Maaya Chesave (2010), die haar de Filmfare Award voor beste debuutactrice en een Nandi Award opleverde. Samantha werd vervolgens de tweede actrice ooit die in hetzelfde jaar zowel de Filmfare Award voor Beste Actrice – Tamil als de Filmfare Award voor Beste Actrice – Telugu won, voor haar acteerwerk in Neethaane En Ponvasantham (2012) en Eega (2012). Sindsdien heeft ze er voornamelijk voor gekozen om de leidende vrouwelijke rol te spelen in heldhaftige Telugu en Tamil films. Ze vestigde haarzelf als een van de grotere sterren met films als Dookudu (2011), Seethamma Vakitlo Sirimalle Chettu (2012), Attarintiki Daredi (2013) en Kaththi (2014). Haar werk in A Aa (2016) kreeg ook positieve recensies en won Prabhu haar vierde Filmfare Award. Ze kreeg nog meer lovende kritieken voor haar rollen in de films van 2019, Super Deluxe, Majili, Oh! Baby en voor haar enige film uit 2020, Jaanu.
Naast haar acteercarrière startte Prabhu in 2012 ook haar eigen NGO, Pratyusha Support, om medische ondersteuning te bieden aan vrouwen en kinderen. Ze doneert haar inkomsten uit productaanbevelingen, productlanceringen en inauguratie-evenementen om de stichting te ondersteunen. Ze is oprichter en eigenaar van het dameskledingmerk Saaki.

## Filmografie

### Films
| Jaar | Film                               | Rol                    | Taal           | Opmerking                          |
| ---- | ---------------------------------- | ---------------------- | -------------- | ---------------------------------- |
| 2010 | Ye Maaya Chesave                   | Jessie Thekkekuttu     | Telugu         |                                    |
| 2010 | Vinnaithaandi Varuvaayaa           | Nandini                | Tamil          | gastoptreden                       |
| 2010 | Baana Kaathadi                     | Priya                  | Tamil          |                                    |
| 2010 | Moscowin Kavery                    | Kavery                 | Tamil          |                                    |
| 2010 | Brindavanam                        | Indu                   | Telugu         |                                    |
| 2011 | Nadunisi Naaygal                   | Psychiatrische patiënt | Tamil          | gastoptreden                       |
| 2011 | Dookudu                            | Prashanthi             | Telugu         |                                    |
| 2012 | Ekk Deewana Tha                    | Samantha               | Hindi          | gastoptreden                       |
| 2012 | Eega/ Naan Ee                      | Bindu                  | Telugu / Tamil |                                    |
| 2012 | Neethaane En Ponvasantham          | Nithya Vasudevan       | Tamil          |                                    |
| 2012 | Yeto Vellipoyindhi Manasu          | Nithya Yelavarthi      | Telugu         |                                    |
| 2013 | Seethamma Vakitlo Sirimalle Chettu | Geetha                 | Telugu         |                                    |
| 2013 | Jabardasth                         | Shreya                 | Telugu         |                                    |
| 2013 | Theeya Velai Seiyyanum Kumaru      | haarzelf               | Tamil          | gastoptreden                       |
| 2013 | Attarintiki Daredi                 | Sashi                  | Telugu         |                                    |
| 2013 | Ramayya Vasthavayya                | Akarsha                | Telugu         |                                    |
| 2014 | Manam                              | Krishnaveni/ Priya     | Telugu         |                                    |
| 2014 | Autonagar Surya                    | Sirisha                | Telugu         |                                    |
| 2014 | Alludu Seenu                       | Anjali                 | Telugu         |                                    |
| 2014 | Anjaan                             | Jeeva                  | Tamil          |                                    |
| 2014 | Rabhasa                            | Indu                   | Telugu         |                                    |
| 2014 | Kaththi                            | Ankitha                | Tamil          |                                    |
| 2015 | S/O Satyamurthy                    | Sameera                | Telugu         |                                    |
| 2015 | 10 Endrathukulla                   | Shakila/ Gadgi Moi     | Tamil          |                                    |
| 2015 | Thanga Magan                       | Yamuna                 | Tamil          |                                    |
| 2016 | Bangalore Naatkal                  | Grace Francis          | Tamil          | gastoptreden                       |
| 2016 | Theri                              | Mithra                 | Tamil          |                                    |
| 2016 | 24                                 | Sathyabhama            | Tamil          |                                    |
| 2016 | Brahmotsavam                       | naamloze rol           | Telugu         |                                    |
| 2016 | A Aa                               | Anasuya Ramalingam     | Telugu         |                                    |
| 2016 | Janatha Garage                     | Bujji                  | Telugu         |                                    |
| 2017 | Raju Gari Gadhi 2                  | Amrutha                | Telugu         |                                    |
| 2017 | Mersal                             | Tara                   | Tamil          |                                    |
| 2018 | Rangasthalam                       | Rama Lakshmi           | Telugu         |                                    |
| 2018 | Mahanati                           | Madhuravani            | Telugu         |                                    |
| 2018 | Irumbu Thirai                      | Dr. Rathi Devi         | Tamil          |                                    |
| 2018 | Seemaraja                          | Sudhanthira Selvi      | Tamil          |                                    |
| 2018 | U Turn                             | Rachana                | Tamil / Telugu |                                    |
| 2019 | Super Deluxe                       | Vaembu                 | Tamil          |                                    |
| 2019 | Majili                             | Sravani                | Telugu         |                                    |
| 2019 | Oh! Baby                           | B. Swathi              | Telugu         |                                    |
| 2019 | Manmadhudu 2                       | student architectuur   | Telugu         | gastoptreden                       |
| 2020 | Jaanu                              | Janaki Devi            | Telugu         |                                    |
| 2021 | Pushpa: The Rise                   |                        | Telugu         | in nummer "Oo Antava Oo Oo Antava" |
| 2022 | Kaathu Vaakula Rendu Kaadhal       | Khatija Begum          | Tamil          |                                    |
| 2022 | Yashoda                            | Yashoda                | Telugu         |                                    |
| 2023 | Shaakuntalam                       | Shakuntala             | Telugu         |                                    |
| 2023 | Kushi                              | Aradhya                | Telugu         |                                    |
| 2025 | Subham                             | Maya Matasri           | Telugu         | gastoptreden, ook producent        |

## Televisie en Webseries
| Jaar      | Programma            | Rol                  | Taal   | Platform           | Opmerking                                 |
| --------- | -------------------- | -------------------- | ------ | ------------------ | ----------------------------------------- |
| 2020      | Bigg Boss 4          | presentatrice        | Telugu |                    | speciale Dusshera aflevering              |
| 2020–2021 | Sam Jam              | presentatrice        | Telugu | Aha                | Web talk-show, ook producent en regisseur |
| 2021      | The Family Man       | Rajalekshmi Sekharan | Hindi  | Amazon Prime Video | seizoen 2                                 |
| 2024      | Citadel: Honey Bunny | Hanimandakini Raj    | Hindi  | Amazon Prime Video |                                           |